# Phyllophila eothina
Phyllophila eothina là một loài bướm đêm trong họ Noctuidae.